# ゴールデンゴールド
『ゴールデンゴールド』（Golden Gold）は、堀尾省太による日本の漫画。『月刊モーニングtwo』（講談社）にて、2015年12月号から連載中。
得体の知れない謎の生命体「フクノカミ（福の神）」と、「フクノカミ」の力により翻弄される田舎の人々の異変を描いたサスペンスホラー漫画。マンガ大賞2017、2018、2019と3年連続でノミネートされた。

## あらすじ
瀬戸内海の孤島「寧島」に住む少女・早坂琉花は及川への片思いに憂鬱な思いを抱きながらも、平凡な日常を過ごしていた。
ある日、琉花は海辺で謎の置物を拾う。置物を山中の祠に祀り祈りを捧げたところ、置物は動き出し意思ある生命体のように振る舞い始めた。それと同時に琉花の祖母が営む民宿や雑貨店が繁盛し始め、置物は「フクノカミ（福の神）」名付けられた。しかしどこか禍々しく、怪しい動きで島民たちを操り始める「フクノカミ」を琉花たちは信用することが出来ない。そして、流花の不安通り、次々と異変が起こり始める。

## 登場人物
早坂琉花
本作の主人公。中学3年生。
人の心の動きに敏感な部分があり、相手の表情から負の感情を主観に基づいて読み取ろうとする癖がある。真面目でなかなか素直になれない性格だが、普通の年頃の少女らしい素直さもある。
元々は広島県福山市に父母と兄の4人で住んでいたが、前述の人の心を読み取る癖のせいで同級生の中で孤立。不登校になってしまう。その後、父方の祖母が住む寧島に移り住み、田舎で祖母と同居を始めることで普通の生活を送れるようになった。
同級生の少年・及川に恋心を抱いているが、生粋のオタクである及川に対して友人以上の関係を脱しきれずにいる。オタクの及川のために「寧島にアニメイトが建ちますように」とフクノカミに祈ったことで、フクノカミが動き出すようになる。
フクノカミ（福の神）
本作のキーパーソン。琉花が拾ってきた謎の置物が琉花の祈りによって力を得た謎の存在。
大きな赤ん坊のような丸々と太った見た目と、異様に長い指、自在に伸びる舌を持つ。動くことは出来るが表情を変えることがなく、微笑んでいるように見える。また作中を通してほとんど話さないが、人間と同様に飲食はする。寧島出身の島民たちには「50代ぐらいの小柄なおっさん」として映っているが、それ以外の人々には「動く謎の人形」として映っている。
早坂民宿で生活しているが、フクノカミがそこにいるだけで多くの人を集め、物欲を刺激するため早坂家は繁盛するようになった。琉花の祖母を操って隣の民家を買収し民宿の別館にしたり、「寧強会」を発足させ島民以外の客を集めたりと、寧島に人と金が集まるようになった。
「スマホでフクノカミの姿を撮影出来ない」「未知の生物を海から呼ぶ」など、その力には未解明な部分が多い。
作中の黒蓮の説明により、フクノカミが拾われたのは3月19日であることが判明している。
カネノカミ（金の神）　ヒトノカミ（人の神）
フクノカミが分裂した謎の存在。
早坂町子
琉花の祖母。寧島で民宿と雑貨店を営んでいる。
夫に先立たれてからは一人で切り盛りをしていたが、寧島を訪れる観光客が滅多にいないため、ほぼ雑貨店の運営のみであった。
琉花が拾ってきたフクノカミの影響を最も強く受けている人物で、島の金銭的な繁栄を目指して精力的に活動をするようになる。かつては活発でリーダー気質の少女だったらしく、少女時代の彼女を知る医師に「かつてのあんたが出てきたのかと思った」と言われた。時にフクノカミの意思と思わせる発言をしたり、同じ表情になっていることがある。
黒蓮ハネル
アラサーの女流小説家。著作は4作。
新作の取材のために寧島を訪れ、早坂民宿の宿泊客となる。基本的に人が良く、3巻時点で琉花の唯一の協力者でもある。自虐的な部分があり落ち込み始めると長い。
当初、寧島を短期間で引き上げるつもりだったが滞在二日目にしてフクノカミと遭遇。ほとんどの島民にはフクノカミが「早坂民宿の宿泊客」としか映っていない中、実際の姿を認識出来るため琉花の協力者となった。
琉花に対して大人として助言したり状況を整理して説明するなど、重要な役割を担っている。すでに滞在数か月におよんでいるが新作の執筆は一向に進んでいない。スロット中毒な一面がある。
及川博樹
琉花の同級生。生粋のオタク。琉花の片思い相手。
父親がホテルの料理人として大阪に単身赴任しており、寧島には母親と二人で暮らしている。父親の住んでいる場所がアニメイト大阪日本橋店まで自転車で5分の距離にあるため、大阪に移住したがっていた。
琉花のことは友人としか捉えていないらしい。
岩奈英男
島で唯一のスーパー「岩奈屋」の経営者。娘は琉花の友人でもある。
フクノカミ出現後、早坂家の小さな雑貨店がコンビニになったり、スーパーの客足が途絶えたため危機感を持つ。ガラの悪い元同級生の梶刈に、早坂家へのトラブルを起こすこと依頼した。しかし、このことが後々大きなトラブルの原因となる。
茶虎兎斗
関西弁を話す作家。歴史関係の著作をしている。酒癖が良くなく、酔うと見境ないことを口走る。
黒蓮の依頼により寧島の歴史を調べ、江戸時代にも寧島に「福の神」が出現し島が栄えたことを報告した。
青木
黒蓮の担当編集者。当初、黒蓮と共に島を訪れたが、仕事のため5日目で帰京。その後フクノカミに関する一切の記憶を失ったことが判明した。
早坂優香
早坂琉花の母であり、町子の義理の娘。本土に住んでいる。
人を勘ぐり過ぎる琉花の性格を心配している。YOU香2というアカウント名で学生に成りすましてSNSを更新している。
酒巻海人
島外の刑事。梶刈の事件を調査するために島に訪れた。無愛想な堅物であるが母親をママと呼ぶなどマザコン気味。本人はマザコンと言われることを嫌がっているようである。
早々に寧強会に目を付け強引な手法で探りを入れ始める。
草田暁
以前は相場屋をしていたが現在は無職。名刺の肩書には「夢追い人(バカンス中)」と記載している。
人のフクが見える能力をもつ。昔、フクに去られてしまったため自身が儲けようとすると結果が変わる。
テレビで偶然見かけた寧島にとてつもないフクがいることを発見して寧島へ向かう。大阪の神社で寧島の話をしている琉花達と偶然すれ違い声を掛ける。

## 作中用語
寧島
瀬戸内海に浮かぶ架空の孤島。広島県尾道市に属することになっており、近くには実在する因島があることになっている。
江戸時代にもフクノカミの力によると思われる繁栄した時期があったが、本作冒頭の争乱が原因らしき事件が勃発。無人島となる。「福の神の立ち寄る島」という伝承だけが伝えられた。その後、いつの時代かは不明だが、島民のいる現在の寧島となる。
学校、保育所、病院など必要最低限の設備はあるが、スーパーは島に一軒しかなく、本屋もないらしい。これと言った産業もなく宿のある島の中では一番小さい。島には中学校はあるが高校はないらしく、高校進学は別の場所に行くことになる。
寧強会
正式名は「寧島を強化する会」。島の経済発展を目標に町子が立ち上げた。
しかし、真の目的は、フクノカミの力の源である人々の祈りを集めること。
岩奈屋

## 書誌情報
- 堀尾省太『ゴールデンゴールド』 講談社〈モーニングコミックス〉、既刊9巻（2021年10月22日現在）
  1. 2016年6月23日発売[5]、ISBN 978-4-06-388615-3
  2. 2017年1月23日発売[6]、ISBN 978-4-06-388689-4
  3. 2017年10月23日発売[7]、ISBN 978-4-06-510202-2
  4. 2018年5月23日発売[8]、ISBN 978-4-06-511387-5
  5. 2018年12月21日発売[9]、ISBN 978-4-06-514055-0
  6. 2019年7月23日発売[10]、ISBN 978-4-06-516505-8
  7. 2020年6月23日発売[11]、ISBN 978-4-06-519079-1
  8. 2021年2月22日発売[12]、ISBN 978-4-06-522117-4
  9. 2021年11月22日発売[13]、ISBN 978-4-06-524680-1